# Karamoko Dembélé
Pour les articles homonymes, voir Dembélé.
 (avril 2020).
Le contenu est difficilement compréhensible vu les erreurs de traduction, qui sont peut-être dues à l'utilisation d'un logiciel de traduction automatique.
 (juillet 2019).
Si vous disposez d'ouvrages ou d'articles de référence ou si vous connaissez des sites web de qualité traitant du thème abordé ici, merci de compléter l'article en donnant les références utiles à sa vérifiabilité et en les liant à la section « Notes et références ».
Karamoko Kader Dembélé, né le 22 février 2003 à Lambeth en Angleterre, est un footballeur anglais qui évolue au poste d'ailier droit au Queens Park Rangers.

## Jeunesse
Dembélé naît en 2003 à Lambeth, dans le sud de Londres. Ses parents sont nés en Côte d'Ivoire. Alors qu'il est âgé d'un an, sa famille déménage à Govan, un district de Glasgow au nord de l'Écosse. Dembélé, ou « Kaddy », fréquente l'école primaire St Constantine à Drumoyne.

## Carrière en club
Dembélé commence à jouer au football pour le Park Villa Boys Club à l'âge de cinq ans, et il est reconnu comme un prodige dès son plus jeune âge. Il rejoint le Celtic à l'âge de 10 ans en 2013. En juillet 2016, Dembélé est nommé joueur du tournoi, alors qu'il représente l'équipe des moins de 13 ans du Celtic à la St Kevin's Boys Academy Cup. Peu de temps après sa nomination en tant qu'entraîneur-chef du Celtic, Brendan Rodgers invite Dembélé à participer à une séance d'entraînement technique légère avec le groupe professionnel.
Le 3 octobre 2016, Dembélé attire l'attention des médias après avoir fait ses débuts avec la formation des moins de 20 ans du Celtic, en étant âgé de seulement 13 ans, jouant avec et contre des joueurs de plus de sept ans plus âgés que lui. Il figure sur le banc des remplaçants parce que plusieurs titulaires sont alors absents. Il entre sur le terrain à la 81e minute, pour remplacer le plus jeune joueur de l’histoire de Celtic, Jack Aitchison, âgé de 16 ans.
Le 2 juin 2017, Dembélé signe un contrat d'aspirant en faveur du Celtic.
Le 24 décembre 2018, Dembélé signe son premier contrat professionnel à seulement 15 ans avec le Celtic, celui-ci courant jusqu'en 2021. En avril 2019, il participe avec l'équipe de l'académie du Celtic à la finale de la saison de la Scottish Youth Cup, perdant 3–2 contre les Rangers, et s'imposant face au même adversaire par le même score en finale de la Glasgow Cup.
Dembélé fait ses débuts avec l'équipe professionnelle le 19 mai 2019, lors d'une victoire 2 à 1 contre Heart of Midlothian, entrant en jeu en seconde mi-temps,. Cela lui permet de recevoir après le match la médaille accordée aux vainqueurs de la Premiership écossaise, le Celtic terminant la saison avec 9 points d'avance sur le deuxième du classement. Le manager Neil Lennon fait alors l'éloge de sa performance. Six jours plus tard, il est présent sur la feuille de match de la finale de la Coupe d'Écosse, disputée également contre les Hearts. Cette fois, il ne quitte pas le banc des remplaçants, mais remporte une médaille, après la victoire 2–1 du Celtic.
Le 5 juillet 2022, il s'engage pour quatre ans avec le Stade brestois 29.

## Carrière internationale
Dembélé est éligible pour représenter l'Écosse, l'Angleterre ou la Côte d'Ivoire à l'international. Le 19 octobre 2016, il est convoqué par l'équipe nationale écossaise de football des moins de 16 ans, pour le Victory Shield (en) 2016. Il fait ses débuts avec cette sélection le 1er novembre, en entrant comme remplaçant en seconde période lors d'un match nul 2 à 2 contre le pays de Galles. L'entraîneur Brian McLaughlin commente sa prestation : « Il [Dembélé] nous a donné un peu d'énergie. Il est très, très courageux sur la balle ». Dembélé obtient une autre sélection quelques jours plus tard, lors d'une défaite 3-0 contre la république d'Irlande, en entrant une nouvelle fois comme remplaçant en seconde période.
Cependant, avant de participer au Victory Shield, Dembélé se rend dans le sud en octobre 2016 pour s'entraîner avec l'Angleterre, âgé de moins de 15 ans, à St George's Park. Le 18 novembre 2016, Dembélé confirme son intention de rejoindre les U15 d'Angleterre avant un match contre la Turquie en décembre. Le 17 décembre 2016, il fait ses débuts en quittant le banc contre la Turquie. Lors de cette rencontre, il marque un but, pour une victoire 5–2. Le 16 février 2017, Dembélé reçoit sa première titularisation avec cette sélection, lors d'un match contre la Belgique.
Néanmoins, il continue également à représenter l'Écosse, faisant partie intégrante des équipes écossaises des moins de 16 ans pour deux tournois de développement de l'UEFA en 2017, remportés tous les deux par son équipe. Dembélé participe notamment à une victoire sur l'Angleterre en juillet 2017. Le 19 août 2018, il fait ses débuts avec l'équipe d'Écosse des moins de 17 ans, avec une victoire 1-0 à l'extérieur contre la Russie. Il entre sur le terrain à la 50e minute du match, en remplacement de Connor Barron. Deux jours plus tard, il officie comme titulaire contre cette même Russie.

## Palmarès
Celtic FC
- Championnat d'Écosse
  - Champion en 2019

## Statistiques
| Saison                | Club                  | Championnat           | Championnat | Championnat | Championnat | Coupe(s) nationale(s) | Coupe(s) nationale(s) | Coupe(s) nationale(s) | Compétition(s) continentale(s) | Compétition(s) continentale(s) | Compétition(s) continentale(s) | Compétition(s) continentale(s) | Total | Total | Total |
| Saison                | Club                  | Division              | M.          | B.          | P.d.        | M.                    | B.                    | P.d.                  | Comp.                          | M.                             | B.                             | P.d.                           | M.    | B.    | P.d.  |
| 2018-2019             | Celtic FC             | Scottish Premiership  | 1           | 0           | 0           | -                     | -                     | -                     | C3                             | -                              | -                              | -                              | 1     | 0     | 0     |
| 2019-2020             | Celtic FC             | Scottish Premiership  | 1           | 0           | 0           | -                     | -                     | -                     | C3                             | 1                              | 0                              | 0                              | 2     | 0     | 0     |
| 2020-2021             | Celtic FC             | Scottish Premiership  | 5           | 1           | 0           | -                     | -                     | -                     | C3                             | -                              | -                              | -                              | 5     | 1     | 0     |
| 2021-2022             | Celtic FC             | Scottish Premiership  | 1           | 0           | 0           | 1                     | 0                     | 0                     | C3+C4                          | -                              | -                              | -                              | 2     | 0     | 0     |
| Sous-total            | Sous-total            | Sous-total            | 8           | 1           | 0           | 1                     | 0                     | 0                     | -                              | 1                              | 0                              | 0                              | 10    | 1     | 0     |
| 2022-2023             | Stade brestois        | Ligue 1               | 15          | 0           | 0           | 2                     | 0                     | 0                     | -                              | -                              | -                              | -                              | 17    | 0     | 0     |
| 2023-2024             | Stade brestois        | Ligue 1               | 1           | 0           | 0           | -                     | -                     | -                     | -                              | -                              | -                              | -                              | 1     | 0     | 0     |
| Sous-total            | Sous-total            | Sous-total            | 16          | 0           | 0           | 2                     | 0                     | 0                     | -                              | 0                              | 0                              | 0                              | 18    | 0     | 0     |
| 2023-2024             | Blackpool FC (prêt)   | League One            | 39          | 8           | 13          | 4                     | 1                     | 1                     | -                              | -                              | -                              | -                              | 43    | 9     | 14    |
| Total sur la carrière | Total sur la carrière | Total sur la carrière | 61          | 9           | 13          | 6                     | 1                     | 1                     | -                              | 1                              | 0                              | 0                              | 68    | 10    | 14    |